# سوپ نان

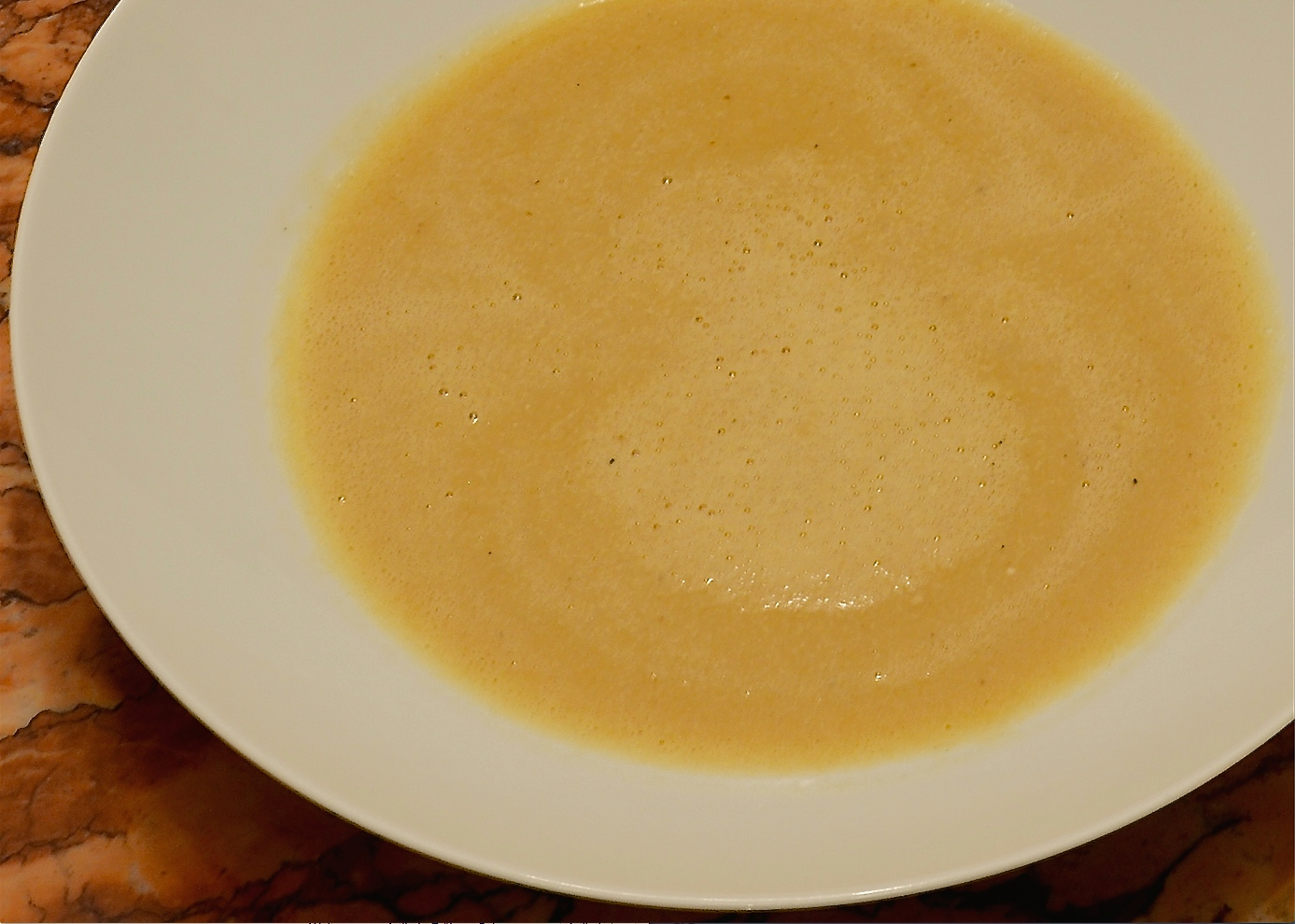
سوپ نان با نان قهوه‌ای پوره شده، شراب و خامه از وین

سوپ نان یک سوپ ساده است که عمدتاً از نان بیات تشکیل شده‌است. تنوع در بسیاری از کشورها وجود دارد، و اغلب در طول چله روزه مصرف می‌شود. هم ممکن است از نان قهوه‌ای و هم نان سفید استفاده شود.
اساس سوپ نان به‌طور سنتی یا گوشتابه یا آب سبزیجات است. کمتر با آب ماهی درست می‌شود. برای تهیه این غذا، نان را یا تکه‌تکه می‌کنند و مستقیماً داخل گوشتابه می‌ریزند یا با پیاز و ادویه در گوشتابه می‌پزند و سپس پوره می‌کنند.
در برخی از نسخه‌ها بیکن، تخم‌مرغ و خامه اضافه می‌شود، برخی دیگر سوسیس جگر یا سوسیس خون. یک نسخهٔ معمول این سوپ، از ظرف از گوشتابهٔ باقی مانده از خیساندن سوسیس در حین قصابی خانگی گوشت خوک تهیه می‌شود. سپس سوپ به‌طور سنتی با مرزنگوش چاشنی می‌شود. در یک نوع ایتالیایی از این سوپ، میلیفانتی، از تخم‌مرغ و پنیر پارمیجانو نیز استفاده می‌شود. برخی از انواع نیز حاوی شراب هستند. نسخه‌های دیگر، روستایی‌تر، حاوی مالت یا آبجو هستند.

## برویس
برویس نوعی سوپ نان است که با غذاهای شمال انگلستان مرتبط است. در اصل اصطلاحی برای نان آغشته به تکه‌های گوشت بود، آبجو برای آبگوشت‌های غلیظ شده با نان (یا گاهی بلغور جو دوسر) استفاده می‌شد. غذای مشابهی در آشپزی نیوانگلند با نرم کردن نان چاودار یا نان قهوه‌ای بوستون با شیر و شربت افرا درست می‌شد.

## انواع
- آکوردا در آشپزی پرتغالی
- آکواکوتا که با عنوان پانکوتا نیز شناخته می‌شود.
- Brotsuppe در آشپزی آلمانی
- Ollebrod در آشپزی دانمارکی
- پاپا آل پومودورو
- ریبولیتا در آشپزی ایتالیایی
- Sopa de ajo در آشپزی اسپانیایی
- سوپ درد در آشپزی هائیتی
- Tyurya در آشپزی روسی
- Wodzianka در آشپزی لهستانی (آشپزی سیلزیایی و لهستان مرکزی)
- Velija Loksy در آشپزی اسلواکی
- پائومو در آشپزی چینی